# Spjärshällens naturreservat
Spjärshällens naturreservat är ett naturreservat i Falu kommun i Dalarnas län.
Området är naturskyddat sedan 2019 och är 202 hektar stort. Reservatet ligger norr och öster om toppen av berget Spjärshällen och består våtmark med granskog i norr, granskog med tallar i nordost och granskog med inslag av asp i sydost.